# Das Glück des Philip J. Fry
Das Glück des Philip J. Fry (Originaltitel: The Luck of the Fryrish) ist eine Episode der US-amerikanischen Science-Fiction-Zeichentrickserie Futurama. Ihre Erstausstrahlung war am 11. März 2001 beim US-Sender FOX; die deutsche Synchronfassung wurde am 6. Juli 2002 bei ProSieben veröffentlicht. Das Werk wurde mit einem Annie Award ausgezeichnet.

## Handlung
Die Episode beginnt mit der Geburt Philip J. Frys, der Hauptfigur der Serie, Mitte der 1970er Jahre in New York City. Der Neugeborene zieht wegen seines Namens den Neid seines älteren Bruders Yancy auf sich.
Zu Beginn des 31. Jahrhunderts – Fry geriet mittels Kryostase in diese Zeit, was der Pilotfilm der Serie schildert – ist Fry ein Pechvogel, der sein letztes Geld beim Pferderennen verliert. Eine Rückblende zeigt, wie er als Junge ein siebenblättriges Kleeblatt fand, das ihm außergewöhnliches Glück bescherte. So konnte Fry seinen älteren Bruder in den verschiedensten Wettbewerben schlagen. Nun sucht Fry mit seinen Freunden Leela und Bender in den Ruinen New Yorks das siebenblättrige Kleeblatt, das er in einem Safe für Schallplatten in der Hülle des Soundtracks zum Film Der Frühstücksclub aufbewahrt hatte. Er findet den Safe und kann ihn mit Benders Hilfe öffnen, aber das Kleeblatt fehlt. Daraus folgert Fry, dass Yancy es entwendet hat.
Auf dem Rückweg fällt Fry eine Statue auf, die seinem Bruder ähnelt und im Revers das einzigartige Kleeblatt trägt. Die Inschrift auf dem Sockel lautet: „Philip J. Fry – der erste Mensch auf dem Mars“. Nun ist sich Fry sicher, dass Yancy nicht nur den Glücksbringer gestohlen hat, sondern auch Frys Namen und seinen Lebenstraum, ein berühmter Astronaut zu werden. Durch einen biografischen Film lernen die Freunde, dass „Philip J. Fry“ nicht nur ein Pionier der Raumfahrt, sondern auch Lotteriegewinner, erfolgreicher Unternehmer und vielbeachteter Rockstar war und mit seinem Markenzeichen, dem siebenblättrigen Kleeblatt, begraben wurde. Fry beschließt, das Grab auszurauben, um wieder an das Kleeblatt zu gelangen.
Die Geschichte springt zurück an den Anfang des 21. Jahrhunderts, wo der inzwischen erwachsene Yancy auf der Suche nach Musik für seine Hochzeit die Plattensammlung seines vermissten Bruders durchstöbert. Dabei findet er das Kleeblatt und nimmt es an sich.
Während Fry, Bender und Leela das Grab öffnen, wird erzählt, wie Yancy seinen neugeborenen Sohn nach seinem vermissten Bruder auf den Namen „Philipp J. Fry“ tauft und ihm das Kleeblatt schenkt. Als Fry auf dem Grabstein die Inschrift „Hier ruht Philip J. Fry, benannt nach seinem Onkel, um seine Gesinnung fortleben zu lassen“ entdeckt, hat Bender den Sarg bereits geöffnet, das Kleeblatt und Schmuck herausgenommen. Fry legt das Kleeblatt mit Tränen in den Augen zurück.

## Hintergrund
Beim Pferderennen beschwert sich Professor Farnsworth, das Ergebnis eines „Quantumfinishs“ sei „durch die Messung verfälscht“ worden. Dabei handelt es sich um einen wissenschaftlichen Witz, der auf die Heisenbergsche Unschärferelation und die Probleme der Quantenmechanischen Messung anspielt. Wird im mikroskopischen Bereich gemessen, werden die gemessenen Objekte durch die Messung selbst so stark beeinflusst, dass ihr Zustand nach der Messung erheblich von dem davor – und damit auch vom Messergebnis – abweicht.
Als Fry das Kleeblatt wieder in den Sarg seines Neffen legt, wird im Hintergrund Don’t You (Forget About Me) von den Simple Minds gespielt. Das Lied ist auch auf dem Soundtrack zu Der Frühstücksclub enthalten.

## Produktion
Als vierte Episode der dritten Produktionsstaffel ist Das Glück des Philip J. Fry die insgesamt 36. Episode von Futurama. Das Drehbuch schrieb Ron Weiner, Regie führte Chris Louden. Neben der Stammbesetzung an Sprechern sind Tress MacNeille, Maurice LaMarche und David Herman in Nebenrollen zu hören. Alle drei hatten schon mehrfach Figuren der Serie ihre Stimme geliehen und wurden später in die Hauptbesetzung übernommen.
David X. Cohen zufolge erhielten die Storyboards für diese Folge eine besondere Farbgebung, die Szenen, die im 20. Jahrhundert spielen, von denen im 31. Jahrhundert unterscheidet. Außerdem stamme die Idee, zwei Geschichten, die zu unterschiedlichen Zeiten spielen, simultan zu erzählen, aus Der Pate – Teil II.

## Veröffentlichung
Die Episode wurde am 11. März 2001 vom US-amerikanischen Fernsehsender FOX veröffentlicht. FOX wich bei der Erstausstrahlung der Serie von der Reihenfolge und Staffeleinteilung der Produktion ab (vgl. hierzu Erstausstrahlung von Futurama), sodass die Episode als zehnte der dritten Sendestaffel gezeigt wurde und damit in der Reihenfolge der Erstveröffentlichung die 39. Futurama-Episode insgesamt ist.
Die deutsche Synchronfassung wurde erstmals am 6. Juli 2002 auf ProSieben gesendet.

## Auszeichnungen und Rezeption
Für das Drehbuch zu dieser Episode wurde Autor Ron Weiner 2001 mit einem Annie Award in der Kategorie Outstanding Individual Achievement for Writing in an Animated Television Production geehrt.
Das Internetportal TV.com wählte die Episode in seiner Liste der zehn besten Futurama-Episoden auf den ersten Platz. Die Seite IGN kürte sie zur neuntbesten Futurama-Folge und befand: “This was an emotional episode that hit hard at the end, and almost surprised you with where it went.” (deutsch: „Dies war eine emotionale Episode, die am Ende hart zuschlug und einen mit dem Ausgang fast überraschte.“)